# Alexandre Jaume Rosselló
 Alexandre Jaume Rosselló  (Montevideo 1879 - Palma, 24 de febrer de 1937) fou un polític socialista mallorquí, nebot del polític liberal Alexandre Rosselló Pastor.

## Biografia
Pertanyia a una família acomodada, va estudiar dret a les Universitats de Barcelona, València, Madrid i París, El 1904 fou nomenat cònsol d'Uruguai a Palma i milità en el Partit Liberal, amb el qual fou escollit regidor de l'ajuntament de Palma, però poc després renuncià en protesta pels caciquisme polític. Molt amic de Gabriel Alomar i Villalonga i de Llorenç Bisbal i Barceló, s'apropà al PSOE, partit al que s'afilià el 1919.
Mantingué una notable activitat periodística, col·laborant a El Socialista, Última Hora i El Obrero Balear però es mantingué vinculat a Joan March Ordinas i el 1923 es va veure implicat en la lluita entre vergueristes i antivergueristes, raó per la qual s'hagué de donar de baixa temporalment del partit. Quan s'instaurà la dictadura de Primo de Rivera s'oposà a col·laborar-hi com Indalecio Prieto. El dia de la proclamació de la Segona República Espanyola, fou alcalde interí de Palma per malaltia de Llorenç Bisbal. A les eleccions generals espanyoles de 1931 i a les de 1933 fou elegit diputat per la conjunció republicano-socialista. Malgrat la seva actitud pancatalanista, mantengué reticències quant a la concessió d'un estatut d'autonomia per a les Illes Balears.
A les eleccions generals espanyoles del 1936 fou candidat del Front Popular però no aconseguí escó. El 19 de juliol de 1936 fou detengut al port de Pollença i empresonat al castell de Bellver per les autoritats sublevades. Acusat falsament de participar en la preparació d'un inexistent moviment soviètic, el 16 de febrer de 1937 fou condemnat a mort i afusellat el dia 24 amb Antoni Maria Ques Ventayol, Emili Darder i Antoni Mateu Ferrer.

## Obres
- Impresiones de un constituyente (1933),
- La insurrección de octubre : Cataluña, Asturias, Baleares (1935)
- Escrits des de la presó (1936-1937)